# Java Runtime Environment
El JRE és el conjunt de programes i llibreries de Java necessaris per a executar aplicacions desenvolupades en aquest llenguatge de programació. És distribuït per l'empresa Sun Microsystems de franc sota una llicència pròpia de l'empresa.
Conté l'intèrpret de Java, i és precisament aquesta arquitectura d'intèrpret-programa el que permet l'execució d'una aplicació desenvolupada en aquest llenguatge en diferents plataformes sense que s'hagi de modificar o recopilar. Hem d'entendre així que el JRE a utilitzar és diferent en funció de la plataforma.
En el JRE es disposa de la JVM, el conjunt de llibreries i classes bàsiques de Java així com diversos arxius de suport i el Plug-in que permet executar aplicacions de java en un navegador utilitzant totes les especificacions contingudes en el JRE.